# Pholidobolus marianus
Pholidobolus marianus — вид ящірок родини гімнофтальмових (Gymnophthalmidae). Ендемік Колумбії. Раніше вважався конспецифічним з Pholidobolus vertebralis, однак за результатами дослідження 2023 року був визнаний окремим видом.

## Поширення і екологія
Pholidobolus marianus відомі за типовим зразком, зібраним 25 березня 1921 року поблизу Сан-Педро в департаменті Антіокія. Вони живуть в гірських тропічних лісах.